# Scutulum
Un scutulum est une croûte jaune, périfolliculaire, en forme de soucoupe avec une odeur de fromage et composée de tapis denses de mycélium et de débris épithéliaux. Un scutulum peut apparaitre sur le cuir chevelu et est caractéristiques du favus.

## Morphologie
Le scutulum :
- se compose d'une lésion jaune ressemblant à une croûte (bouchon de soufre) ;
- a une surface concave-convexe avec sa convexité au cuir chevelu formant ainsi une érosion ou une dépression de l'épiderme, il adhère donc fermement au cuir chevelu ;
- au détachement il donne un écoulement sérosanguin (sérum et sang) ;
- a une taille entre quelques millimètres à quelques centimètres.

## Sources et références
1. ↑  (en) Rodney P. R. Dawber, Diseases of the hair and scalp, Wiley-Blackwell, 1997 (ISBN 978-0-86542-866-9), p. 427